# Macierz stochastyczna
Macierz stochastyczna – macierz kwadratowa, której elementami są nieujemne liczby rzeczywiste i w której odpowiednie sumy elementów dają 1. W zależności od tego czy sumy elementów w każdym wierszu czy w każdej kolumnie dają 1, macierz stochastyczną nazywamy odpowiednio prawą lub lewą macierzą stochastyczną. Jeśli macierz jest lewą i prawą macierzą stochastyczną, to nazywa się ją macierzą podwójnie stochastyczną.
Macierz transponowana lewej macierzy stochastycznej jest prawą macierzą stochastyczną i odwrotnie. Podobnie transpozycja macierzy zachowuje własność podwójnej stochastyczności. Każda macierz stochastyczna ma wartość własną równą 1.

## Przykłady
Następująca macierz jest lewą macierzą stochastyczną:
{\displaystyle L={\begin{bmatrix}0,2&0,1&0\\0,3&0,7&0,5\\0,5&0,2&0,5\end{bmatrix}}}
Poniższa macierz jest prawą macierzą stochastyczną:
{\displaystyle R={\begin{bmatrix}0,5&0,3&0,2\\0,2&0,8&0\\0,3&0,3&0,4\end{bmatrix}}}
Macierz S poniżej jest podwójną macierzą stochastyczną:
{\displaystyle S={\begin{bmatrix}0,4&0,5&0,1\\0,3&0,4&0,3\\0,3&0,1&0,6\end{bmatrix}}}